# Der er mange former
|  | Denne artikel er oprettet af botten Steenthbot ud fra en ekstern database. Den kan derfor have sproglige fejl eller mangler. Denne skabelon kan fjernes efter kontrol af indholdet. |

Der er mange former er en dansk dokumentarfilm fra 1971 instrueret af Jørgen Ekberg efter eget manuskript.

## Handling
Gennemgang af Post- og Telegrafvæsenets virksomhed (rigstelefon, radiotelefon, udsendelse af radio- og tv-programmer etc.)

## Medvirkende
- Anette Aitken
- Tom Palmvig